# Pshatavan

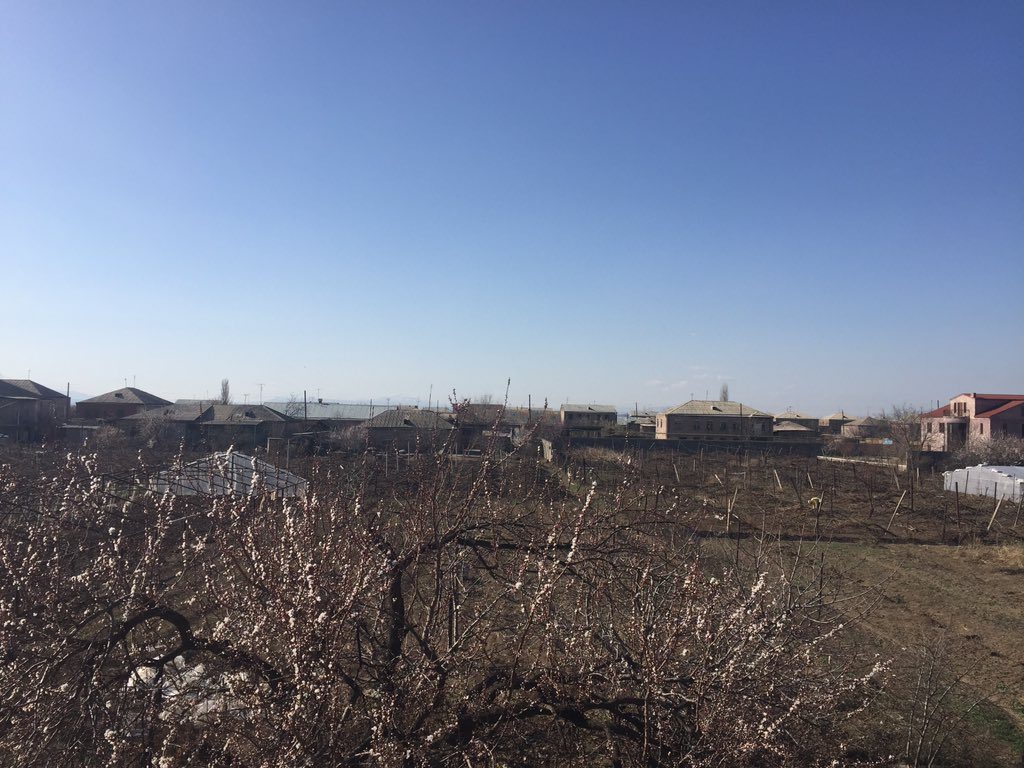
Vue de Pshatavan en Arménie

Pshatavan (en arménien Փշատավան ; anciennement Igdali) est une communauté rurale du marz d'Armavir, en Arménie. Elle compte 2 827 habitants en 2009.